# Mangor & Nagel
Mangor & Nagel er et dansk arkitektfirma, der blev grundlagt 3. juni 1948 i Frederikssund af arkitekterne Poul Mangor og Børge Nagel. Det er i dag ejet af Torben Nagel og Karsten Nagel og er en af landets største arkitektvirksomheder. I 1971 blev virksomheden omdannet til et aktieselskab under navnet Mangor & Nagel Arkitektfirma A/S.
Virksomheden har i dag afdelinger i Frederikssund, Roskilde, København og Aarhus. De ca. 85 medarbejdere består af arkitekter, landskabsarkitekter, bygningskonstruktører og administrativt personale.
I 2012 åbnede afdelingen i Vejle, idet Mangor & Nagel A/S ønskede at komme nærmere sine kunder vest for Storebælt. Afdelingen i Vejle er nu lukket igen.
Virksomheden har en omsætning på ca. 50 mio. kroner årligt. 

## Udvalgte Projekter
- Bryggeblomsten, Rundholtvej, København
- Frederikssund Sygehus, Frederikssund
- Sillebroen, Frederikssund
- Bramming Svømmehal, Bramming
- Om- og tilbygning af IKEA, Taastrup
- Vordingborg Sydhavn, Vordingborg
- Gigantium Svømmehal, Aalborg
- Trekroner Business Park, Roskilde
- Tietgen Handelsgymnasium, Odense